# Sabaya
Sebaya è un comune (municipio in spagnolo) della Bolivia nella provincia di Atahuallpa (dipartimento di Oruro) con 9.766 abitanti (dato 2010).

## Cantoni
Il comune è suddiviso in 16 cantoni.
- Alaroco
- Bella Vista
- Cahuana
- Cruz de Huayllas
- Julo
- Negrillos
- Pacariza
- Pagador
- Parajaya
- Pisiga Bolívar Sucre
- Quea Queani
- Sabaya
- Sacabaya
- San Antonio de Pitacollo
- Tunape
- Villa Rosario
- Villa Vitalina